# Die fünf verfluchten Gentlemen
Die fünf verfluchten Gentlemen ist ein deutsch-französisches Kriminalfilmdrama aus dem Jahre 1932 von Julien Duvivier mit Adolf Wohlbrück und Camilla Horn in den Hauptrollen. Der Geschichte lag eine Novelle von André Reuze zugrunde.

## Handlung
Der Hamburger Millionär Alexander Petersen reist auf einem Schiff zwecks Erholung nach Marokko. Mit an Bord befinden sich die beiden wohlhabenden Briten Strawber und Midlock sowie die elegante Camilla, die in Begleitung ihres Onkels Marouvelle reist. Man versteht sich gut, und daher lädt Marouvelle alle auf seine marokkanische Farm ein. Von Tanger reist das Grüppchen weiter in das moslemische Heiligtum Moulay Idris, wo man den Flieger Lawson und den Rennfahrer Woodland, zwei Freunde und Landsleute der beiden Briten, trifft. Bald kommt es in den Straßen der Stadt zu einem folgenreichen Zwischenfall mit einem Einheimischen: Man beobachtet einen zerlumpten Bettler, der ununterbrochen einer verschleierten Frau folgt. Zwischen dem Einheimischen und Midlock kommt es zu einer Handgreiflichkeit, als der Engländer versucht, dem Arabermädchen den Schleier wegzureißen. Voll Zorn stößt daraufhin der Bettler einen Fluch gegen die „Ungläubigen“ aus dem Abendland aus und legt sogar die Reihenfolge fest, in der die fünf europäischen Männer in nächster Zeit sterben werden.
Midlock ist der Erste, den der Fluch trifft: Er fällt von der Balustrade einer Bar und stürzt in die Tiefe ins Meer. Als Nächstes erwischt es Lawson, der mit seiner Flugmaschine abschmiert. Er kommt zwar mit dem Leben davor, wird jedoch etwas später erstochen bei den Ruinen von Volubilis aufgefunden. Der Dritte im Bunde der fünf verfluchten Gentlemen ist Strawber. Der verliert zwar nicht sein Leben, aber der Flucht trifft seinen Geldbeutel, als er einen gewaltigen Betrag beim Glücksspiel einsetzt. Petersen hält ihn daraufhin von einem Selbstmord ab, in dem er als Freundschaftsdienst Strawber einen großzügigen Scheck ausstellt. Mit 200.000 Reichsmark soll er seine Schulden begleichen können. Dies geschieht nicht ganz uneigennützig, denn solange Strawber am Leben bleibt, kann ihm, dem fünften Verfluchten Petersen, nichts passieren. Alexander will indes nicht weiter abwarten, bis auch ihn der Fluch des Bettlers trifft, und so macht er sich auf die Suche nach dem abgerissenen Marokkaner. Tatsächlich kann er diesen im Straßengewirr ausmachen und folgt ihm in ein Haus. Dort glaubt Petersen seinen Augen nicht zu trauen: Sämtliche Totgeglaubten mit Ausnahme Lawsons sind noch am Leben und putzmunter. Strawber, Midlock und Woodland sind nichts anderes als drei britische Ganoven, die es darauf abgesehen haben, Petersen auszunehmen. Der Hamburger stürmt hervor und entreißt den heimtückischen Gangstern seinen Scheck. Dann rechnet er mit den Männern, vor allem mit dem dreisten Lügner Strawber, ab.

## Produktionsnotizen
Die fünf verfluchten Gentlemen entstand zum Jahresende 1931 in den Tobis-Ateliers von Épinay-sur-Seine bei Paris sowie im marokkanischen Tanger und in Moulay Idris (ebenfalls Marokko). Der Film wurde am 23. März 1932 in Berlins Ufa-Theater Universum uraufgeführt.
Regieassistent Wolfgang Loë-Bagier diente Regisseur Duvivier als deutscher Dialogregisseur. Tontechniker Charles Métain übernahm bei Thirards Erkrankung auch die Kameraarbeit. Die Filmbauten entwarf Lazare Meerson.
Die französischsprachige Version hieß Les cinq gentlemen maudits und lief in Paris am 7. Juni 1932 an. Hier spielte Harry Baur die Hauptrolle.

## Kritik
Die Österreichische Film-Zeitung schrieb: „Der Film … zeigt eine Menge ausgezeichneter Aufnahmen aus Afrika und wird durch seine spannende Handlung und schöne Bilder dem Publikum sehr gut gefallen.“